# Station Kokotów
Station Kokotów is een spoorwegstation in de Poolse plaats Kokotów.